# 마이클 헥터
마이클 앤서니 제임스 헥터(영어: Michael Anthony James Hector, 1992년 7월 19일 ~ )는 잉글랜드 태생 자메이카의 축구 선수로 포지션은 센터백이며 자메이카 국가대표팀의 일원으로도 활약하고 있다.

## 구단 경력

### 초기 경력
헥터는 런던 이스트햄에서 태어났다. 밀월에서 선수 생활을 시작한 후 서록으로 옮겨 유소년 팀에서 뛰었다. 그는 바킹 애비의 친선 경기에서 그들과 경기를 한 후 레딩에 의해 포착되었으며 2009-10 시즌이 시작되면서 장학금 조건에 합류했다.

### 첼시
마감일 계약에서 헥터는 2015년 9월 1일 프리미어리그 클럽 첼시와 계약을 체결했다. 이 계약의 일환으로 2015-16 시즌 레딩으로 다시 임대되었다. 헥터는 임대 계약이 만료되기 일주일 전인 2016년 4월 28일 첼시로 복귀했다. 안토니오 콘테가 도착한 후 헥터는 1군에서 훈련을 받았고 프리 시즌 동안 오스트리아 투어와 미국 투어의 선수단에 포함되었다.

### 찰턴 애슬레틱
2023년 1월 31일, 헥터는 리그 원의 찰턴 애슬레틱과 시즌 종료까지 단기 계약을 맺었다.
2023년 6월 29일, 헥터는 2023-24 시즌을 앞두고 구단과 새로운 계약을 체결했다.

## 국가대표팀 경력
2015년 2월 27일, 헥터는 베네수엘라와 쿠바와의 친선 경기를 위해 자메이카 축구 국가대표팀에 차출되었다. 그 해 말, 그는 2015년 코파 아메리카 대표팀에 차출되었고, 그들을 대표할 수 있는 국제 허가를 받았다. 그는 6월 13일 안토파가스타에서 열린 조별 리그 1차전에서 자메이카가 우루과이에 1-0으로 패하면서 90분을 소화하며 데뷔 전을 치렀다.